# ジョルジ・リカルド
ジョルジ・アントニオ・リカルド（Jorge Antonio Ricardo 1961年9月30日－）は、ブラジル・リオデジャネイロ出身の騎手。
拠点はブラジルとアルゼンチンの2カ国で、世界屈指の名騎手でもある。

## 略歴・人物
父・アントニオ・アルフレッドも騎手という競馬一家に生まれ、1976年、地元のリオデジャネイロのガベア競馬場で初騎乗。
1982年、ブラジルジョッキークラブ大賞（日本の菊花賞に相当するGI）を勝ち、GI初制覇。同年から2006年まで25年連続でリオデジャネイロ州の首位騎手に君臨。
1993年、サンドピットでクルセイ・ド・スル賞（ブラジルダービー）初制覇。1994年にはマッチベターで、サンパウロのシダーデジャルディン競馬場で行われるサンパウロ大賞（日本で言う有馬記念に相当するGI）と、ガベア競馬場で行われるブラジル大賞（日本で言う天皇賞に相当するGI）を制覇、さらにアルゼンチンへ渡って、ブエノスアイレス郊外のサンイシドロ競馬場で行われる、カルロスペレグリーニ大賞（欧州で言うキングジョージ・凱旋門賞に相当するGI）を制覇。
2004年、ゴリラでカルロスペレグリーニ大賞を制覇。
2007年にはアルゼンチンで年間440勝を挙げてアルゼンチンの国内記録を更新。
2008年1月9日、サンイシドロ競馬場で世界初の通算10000勝を達成。
2010年3月にブラジル・シダーデジャルディン競馬場（サンパウロ州）で行われたGIラテンアメリカンジョッキークラブ&同競馬場協会大賞で落馬負傷し、療養することになる。
2018年2月5日、ガベア競馬場で行われたレースにて、ラッセル・ベイズ（アメリカ）の通算勝利数世界記録に並ぶ12844勝目を挙げた。
2020年9月25日、ガベア競馬場の1R（ダート1100メートル）を逃げ切り、 前人未到の通算1万3000勝を達成した。

## 主な優勝レース
ブラジル
- ブラジルジョッキークラブ大賞（1981）
- クルセイ・ド・スル賞（ブラジルダービー）（1992・2001）

アルゼンチン
- エストレジャス大賞（米国のブリーダーズカップを倣って行われる、アルゼンチン版ブリーダーズカップ。偶数年は、ブエノスアイレス市街地にあるパレルモ競馬場のダートコース・奇数年は、サンシイドロ競馬場の芝コースで交互に行われる）
  - エストレジャス大賞マイル（2008）
  - エストレジャス大賞スプリント（2006）
  - エストレジャス大賞ジュヴェナイルフィリーズ（2006）
- カルロスペレグリーニ大賞（1994・2004）